# 贾恰诺和巴鲁凯拉
贾恰诺和巴鲁凯拉（義大利語：Giacciano con Baruchella）是意大利威尼托大区罗维戈省的一个市镇，人口约2000人（2004年）。